# Zinclipscombita
La zinclipscombita és un mineral de la classe dels fosfats. Rep el seu nom pel seu contingut en zinc i per la seva relació amb la lipscombita.

## Característiques
La zinclipscombita és un fosfat de fórmula química ZnFe₂3+(PO₄)₂(OH)₂. Va ser aprovada com a espècie vàlida per l'Associació Mineralògica Internacional l'any 2006. Cristal·litza en el sistema tetragonal. La seva duresa a l'escala de Mohs és 5.
Segons la classificació de Nickel-Strunz, la zinclipscombita pertany a «08.BA: Fosfats, etc. amb anions addicionals, sense H₂O, només amb cations de mida mitjana, (OH, etc.):RO₄ sobre 1:1» juntament amb els següents minerals: ambligonita, montebrasita, tavorita, triplita, zwieselita, sarkinita, triploidita, wagnerita, wolfeïta, stanĕkita, joosteïta, hidroxilwagnerita, arsenowagnerita, holtedahlita, satterlyita, althausita, adamita, eveïta, libethenita, olivenita, zincolibethenita, zincolivenita, auriacusita, paradamita, tarbuttita, barbosalita, hentschelita, latzulita, scorzalita, wilhelmkleinita, trol·leïta, namibita, fosfoel·lenbergerita, urusovita, theoparacelsita, turanita, stoiberita, fingerita, averievita, lipscombita i richel·lita.

## Formació i jaciments
Va ser descoberta a la mina Silver Coin, a la localitat de Valmy, al comtat de Humboldt, Nevada (Estats Units). Es tracta de l'únic indret a on ha estat trobada aquesta espècie mineral.